# Алвариса, Исмаэл
Исмаэл Алвариса (порт.-браз. Ismael Alvariza; 16 апреля 1897, Пелотас — неизвестно, Сан-Паулу), иногда Исмаэл Алварисса (порт.-браз. Ismael Alvarizza) — бразильский футболист, нападающий, выступал за сборную Бразилии.

## Карьера
Алвариса начал свою карьеру в клубе «Брасил» из родного города Пелотас в 1914 году, затем играл за «Гуарани», потом вновь вернулся в «Брасил», а завершил карьеру в «Сирио».
За сборную Бразилии Алвариса провёл 4 матча, три из которых на чемпионате Южной Америки 1920 года и забил 1 мяч в дебютной игре в ворота сборной Чили (Бразилия победила 1:0).

## Международная статистика
| Матчи Исмаэла Алварисы за сборную Бразилии | Матчи Исмаэла Алварисы за сборную Бразилии | Матчи Исмаэла Алварисы за сборную Бразилии | Матчи Исмаэла Алварисы за сборную Бразилии | Матчи Исмаэла Алварисы за сборную Бразилии | Матчи Исмаэла Алварисы за сборную Бразилии | Матчи Исмаэла Алварисы за сборную Бразилии |
| ------------------------------------------ | ------------------------------------------ | ------------------------------------------ | ------------------------------------------ | ------------------------------------------ | ------------------------------------------ | ------------------------------------------ |
| №                                          | Дата                                       | Место проведения                           | Оппонент                                   | Счёт                                       | Голы                                       | Турнир                                     |
| 1                                          | 11 сентября 1920                           | Винья-дель-Мар                             | Чили                                       | 1:0                                        | 1                                          | Чемпионат Южной Америки                    |
| 2                                          | 18 сентября 1920                           | Винья-дель-Мар                             | Уругвай                                    | 0:6                                        | —                                          | Чемпионат Южной Америки                    |
| 3                                          | 25 сентября 1920                           | Винья-дель-Мар                             | Аргентина                                  | 0:2                                        | —                                          | Чемпионат Южной Америки                    |
| 4                                          | 6 октября 1920                             | Буэнос-Айрес                               | Аргентина                                  | 1:3                                        | —                                          | Товарищеский матч                          |